# Nouvelle Chanson
La Nouvelle Chanson (pronunciació francesa: [nuvɛl ʃɑ̃sɔ̃], «Nova Cançó», derivada de l'expressió francesa nouvelle scène française) és un gènere musical de Chanson, que va sorgir a França la dècada dels anys 1990 i es va desenvolupat en la dels 2000. Aquest gènere s'inspira en representants de la Chanson francesa com Jacques Brel, Georges Brassens, Léo Ferré o Barbara, encara que amb un estil més soft-pop i que les principals influències semblen ser artistes més rockers com Serge Gainsbourg o Brigitte Fontaine. Entre els principals exponents francesos de la Nouvelle Chanson es poden esmentar artistes com Benjamin Biolay, Émilie Simon, Coralie Clément, Keren Ann, Françoiz Breut, Olivia Ruiz, Camille o Dominique A. També s'utilitza el terme Chanson Nouveau i, com a gènere en desenvolupament, hi ha un considerable desacord fins i tot a França sobre qui pertany a aquest gènere i com s'ha de descriure.

## Història

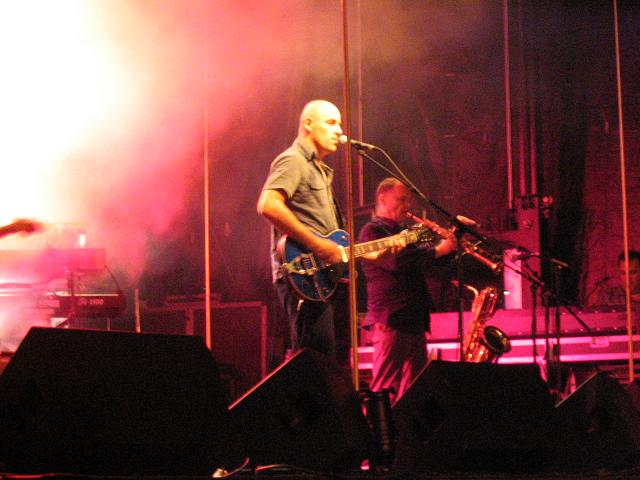
Dominique A sovint es anomenat l'estendard de la Nouvelle Chanson

A mitjans dels anys 90, l'escena musical francesa va viure una revitalització des de diversos fronts; d'una banda la música electrònica del french house i del que es va anomenar el french touch de grups com Air o Saint Germain es trobava en el zenit de l'escena musical, i d'altra l'indie rock de grups com Diabologum o The Married Monk començava a tenir certa repercussió en l'escena alternativa europea. En aquest context van començar a sorgir artistes que reivindicaven l'herència de cantants clàssics francesos com Jacques Brel, Barbara o Léo Ferré i de la Chanson pop de Serge Gainsbourg o Françoise Hardy, als qui afegien altres influències de grups contemporanis de pop i rock alternatiu. Segells indies com Le Village Vert, Rosebud, Lithium o Tricatel van servir per impulsar a aquests nous artistes, obtenint també un important suport per part de la premsa francesa, especialment de la revista Les Inrockuptibles.

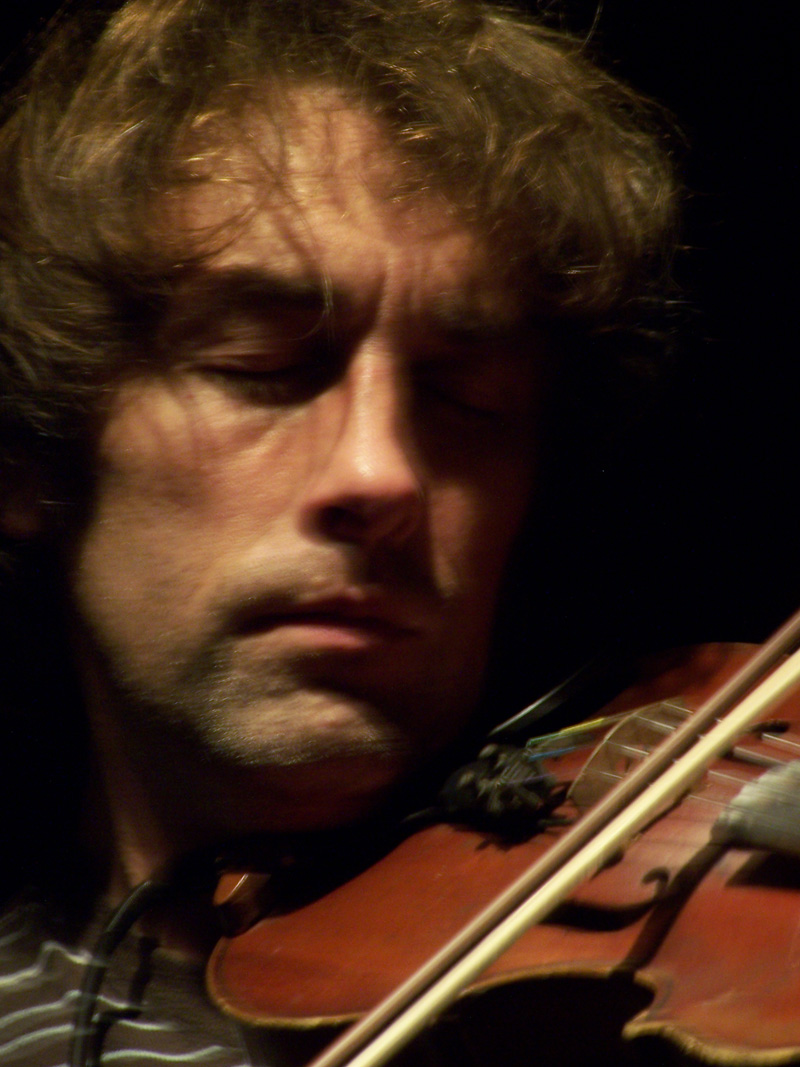
Yann Tiersen combina diferents estils de música

La primera figura d'aquesta «renovació» de la Chanson que va assolir l'èxit va ser Dominique A, un cantautor rock que des del seu primer disc La Fosette de 1992 ràpidament es va posar al capdavant de la seva generació, aconseguint ser un ídol al seu país i gaudir d'un respecte inqüestionat en molts d'altres. Al llarg de la seva carrera, Dominique A ha integrat el rock a la Chanson francesa, col·laborant amb diversos artistes que van des de la veterana Jane Birkin fins a la seva antiga companya sentimental Françoiz Breut, una altra representant de la revitalització de la cançó francesa amb qui va compondre els seus dos primers discs. Un altre dels artistes que han col·laborat amb Dominique A és el bretó Yann Tiersen, un multi-instrumentista que fa un so eclèctic on es barregen trets de la Chanson, de música tradicional bretona, el pop i la música experimental, i que va començar a gaudir del reconeixement internacional per les seves bandes sonores per a les pel·lícules Amélie i Goodbye Lenin. Per la seva banda Phillipe Katerine també va capitalitzar la unió entre el pop anglosaxó i la tradició gala, encara que si escau centrant-se en el costat més barroc de tots dos. La seva aproximació al easy listening i les seves lletres en les quals barreja la tendresa, el caràcter i la ironia li han valgut el respecte de la crítica i el públic a França. Altres artistes que van debutar a la segona meitat dels 90 van ser Bertrand Bestch amb els seus sons íntims i minimalistes o el grup Autour de Lucie i la seva barreja de la Chanson amb indie i trip hop.
A començaments dels anys 2000 l'escena seguia creixent amb altres nous artistes que incidien en aquesta renovació de la Chanson francesa. Un dels més importants va ser Benjamin Biolay, que va publicar el seu primer àlbum, Rose Kennedy el 2001 i ràpidament va ser aclamat com «el nou Serge Gainsbourg» pels mitjans de comunicació. Des de llavors, Biolay és omnipresent en la música francesa, no només per seus discos, si no per produir i compondre per a diversos músics, entre ells els històrics Françoise Hardy, Juliette Gréco o Henri Salvador. Tanmateix s'ha encarregat d'impulsar les carreres de Keren Ann, una cantant hereva del pop francès més sedós, i de la seva pròpia germana Coralie Clément, qui alterna en els seus discos rock i balades, sense oblidar a la seva dona Chiara Mastroianni, amb qui va gravar un disc de duets anomenat Home el 2004. Dos anys abans, el 2002, es va publicar Quelqu'un m'a dit, àlbum de debut de l'exmodel Carla Bruni, amb el qual va començar a ser coneguda com la nova Françoise Hardy gràcies al seu folk pop malenconic, i aconseguint portar la Nouvelle Chanson a les llistes d'èxits de tot Europa. Un altre artista sorgit en els primers anys del segle XXI és Vincent Delerm, fill de l'escriptor Philippe Delerm, on les seves cançons tenen un especial protagonisme el piano i els arranjaments de corda, i recuperen els sons de la Chanson dels 1960.